# Gobius melanopus
Gobius melanopus är en fiskart som beskrevs av Bleeker, 1859-60. Gobius melanopus ingår i släktet Gobius och familjen smörbultsfiskar. Inga underarter finns listade i Catalogue of Life.